# Tríptico da Descida da Cruz (Gerard David, MASF)
O Tríptico da Descida da Cruz é um tríptico de pinturas a óleo sobre madeira atribuído ao artista flamengo Gerard David e seguidores, pintado presumivelmente no período entre 1518 e 1527 para Convento de Nossa Senhora da Piedade, Santa Cruz (Madeira), e que se encontra presentemente no Museu de Arte Sacra do Funchal.
O Tríptico da Descida da Cruz representa no painel central o episódio bíblico da Descida da Cruz e nos painéis laterais estão representados São Tiago Maior (esquerda) e São Bernardino de Siena (direita) com o casal de Doadores. Este grande Tríptico documenta bem o que foi a preferência dos grandes comerciantes de açúcar pela arte flamenga e também as inusitadas dimensões da pintura que mais gostavam de encomendar.
A autoria do Tríptico da Descida da Cruz foi atribuída a Gerard David pelo historiador da arte Max Friedlander, proposta que depois foi seguida por outros estudiosos, sendo de notar a proximidade do rosto da Virgem Maria com o da Pietá do Museu Hermitage.
Gérard David nasceu entre 1450-60, em Oudewater, na actual Holanda, tendo sido registado como mestre pintor em Bruges, em 1484, e mais tarde, em 1515, na Guilda de Antuérpia, tendo falecido em Bruges em 1523. Dado que foi encomendado posteriormente a 1518, o Tríptico da Descida da Cruz pertencerá ao último ciclo do artista devendo ter sido acabado pelos seus seguidores.

## Descrição

### Painel central

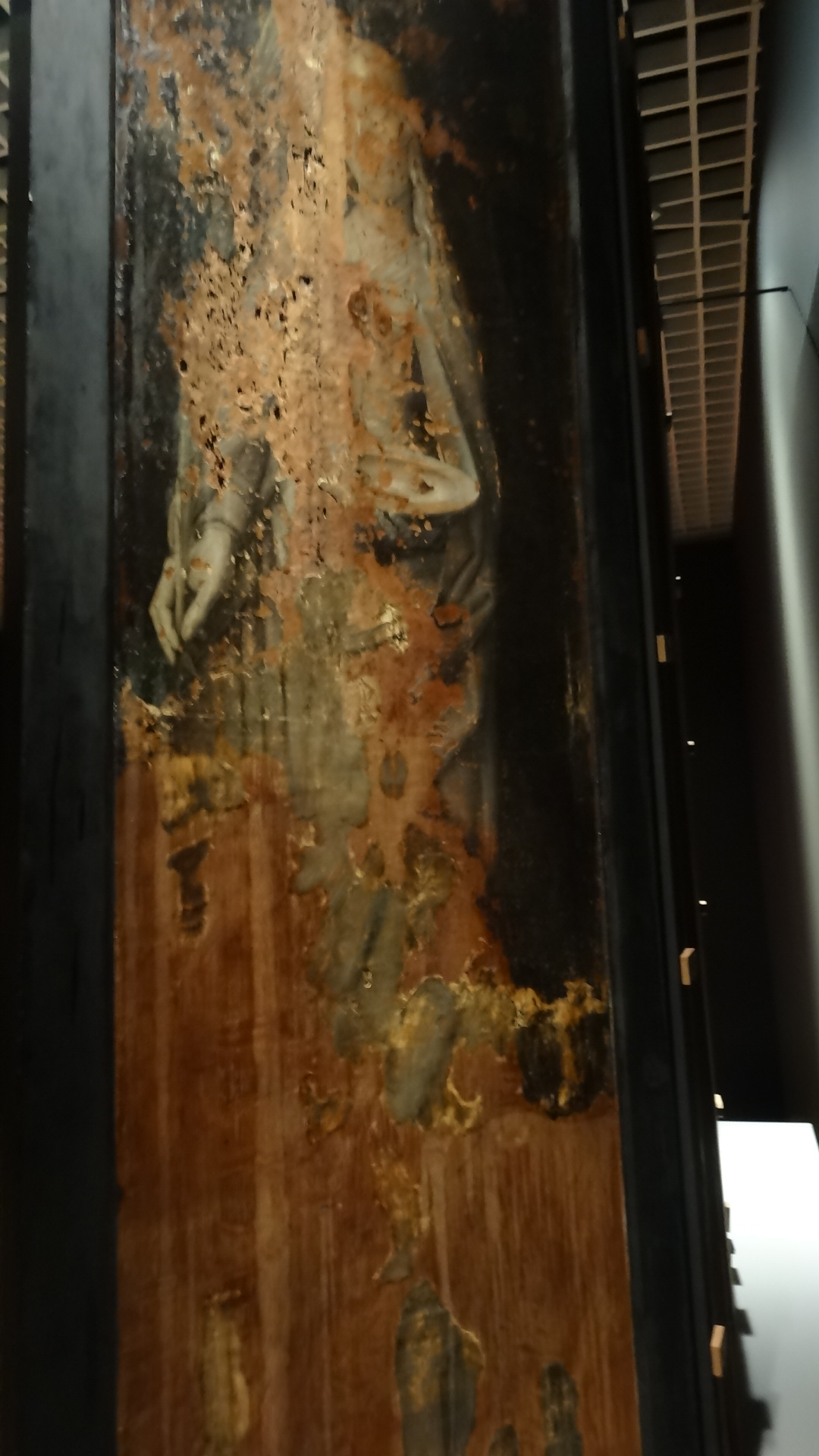
Santa Luzia, reverso do painel direito

No painel central, que tem de altura 204 cm e de largura 125 cm, o corpo de Jesus Cristo está a ser despregado da Cruz conforme o relato bíblico (João 3:1–21) com a participação de Nicodemos e José de Arimateia estando o primeiro a retirar com uma turquês o prego da mão direita de Cristo, enquanto o segundo segura o seu tronco. João sustenta o corpo de Cristo pelas suas pernas e de pé, do lado esquerdo, a Virgem Maria assiste pesarosa à descida do corpo, enquanto Maria Madalena está ajoelhada, em posição de oração.
Em fundo está representada de modo fantasioso a cidade de Jerusalém, transfigurada numa cidade flamenga do fim da Idade Média.

### Painel direito
No painel do lado direito, que tem de altura 204 cm e de largura 55 cm, encontra-se o retrato do presumível doador, Jorge Lomelino, que estando ajoelhado como era usual tem a apoiá-lo, atrás de si, São Bernardino de Siena identificado pelo trigrama IHS, símbolo do nome de Jesus.
No reverso do painel que se encontra bastante danificado, em grisaille, encontra-se a imagem de Santa Luzia.

### Painel esquerdo
No painel do lado direito que tem as mesmas dimensões do direito, encontra-se o retrato da esposa Maria Adão do presumível doador, também ajoelhada, é apoiada por São Tiago Maior, identificado pelo bordão e pelo chapéu de peregrino.
No reverso que se encontra bastante danificado, em grisalha, está representado São Tiago Menor em vestes episcopais, com o pente de cardador como atributo.

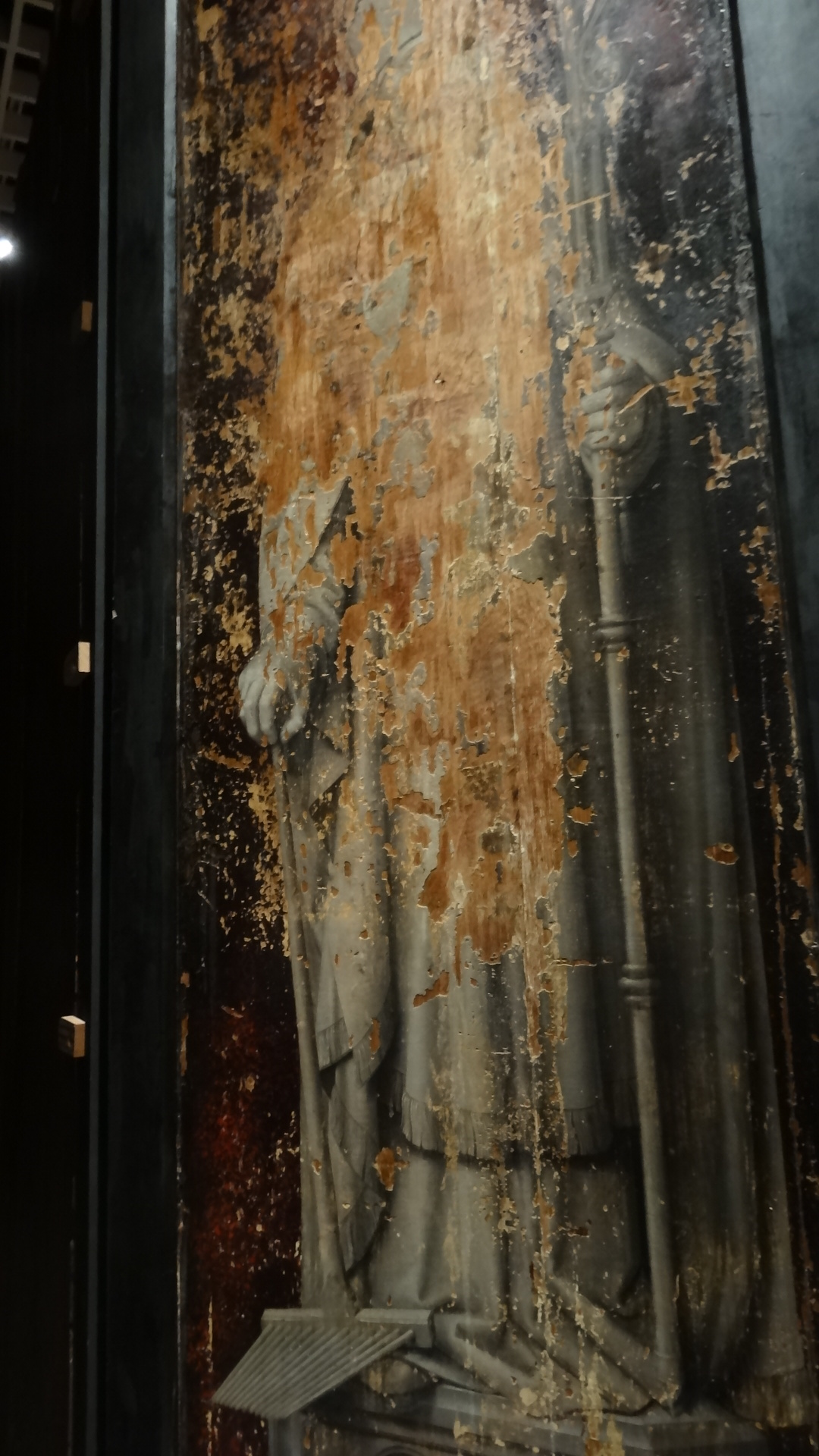
São Tiago Maior, reverso do painel esquerdo

## História
O Tríptico da Descida da Cruz foi redescoberto em 1915 na Igreja do Santo da Serra, na ilha da Madeira, tendo depois sido adquirido por Américo Olavo e restaurado em Lisboa por Luciano Freire. Foi mais tarde vendido ao antiquário Adolphe Weiss, de Viena, e novamente restaurado. Foi finalmente adquirido pelo Estado português, em 1954, e depois exposto no Museu Nacional de Arte Antiga foi transferido para o Museu de Arte Sacra do Funchal onde actualmente se encontra.
Destinado provavelmente ao convento franciscano actualmente inexistente de Nossa Senhora da Piedade, em Santa Cruz, a elaboração desta obra pictórica decorreu por disposição testamentária do genovês Urbano Lomelino, que viveu na Madeira desde 1470, e que foi cumprida pelo seu sobrinho Jorge Lomelino, cerca de 1527, em dimensões muito maiores do que as inicialmente pensadas.